# Polyommatus fimbrinotata
Polyommatus fimbrinotata är en fjärilsart som beskrevs av Tutt 1910. Polyommatus fimbrinotata ingår i släktet Polyommatus och familjen juvelvingar. Inga underarter finns listade i Catalogue of Life.